# إيان غوديناف
إيان غوديناف هو محاسب وتطوير عقاري وسياسي سنغافوري وأسترالي، ولد في 3 يوليو 1975 في سنغافورة. نشط حزبياً في الحزب الليبرالي الأسترالي. وقد انتخب عضو مجلس النواب الأسترالي ‏ عن دائرة Division of Moore ‏ وقد انضم خلال فترته النيابية (7 سبتمبر 2013 – ) للكتلة البرلمانية كتلة الائتلاف ‏.